# Janów Miejski
Janów Miejski (zwana też po prostu Janowem lub Podmiastem) – osiedle Mysłowic położone najdalej na zachód. Część dzielnicy Janów Miejski-Ćmok.
W praktyce stanowi fragment Śródmieścia. Graniczy z Ćmokiem i Bończykiem. Powstało głównie w okresie powojennym. Na terenie osiedla znajduje się szkoła podstawowa, technikum, kościół Niepokalanego Poczęcia Najświętszej Maryi Panny i św. Maksymiliana Marii Kolbe, zbór Świadków Jehowy, domki jednorodzinne, bloki mieszkalne i małe tereny przemysłowe (giełda warzywna).